# Мультикам
Мультикам (англ. MultiCam) — универсальный камуфляжный рисунок для разной местности, разработанный американской компанией Crye Precision совместно с Исследовательским центром солдатского снаряжения армии США, предназначенный для использования в широком диапазоне условий. Камуфляж также доступен для гражданского использования.

## История

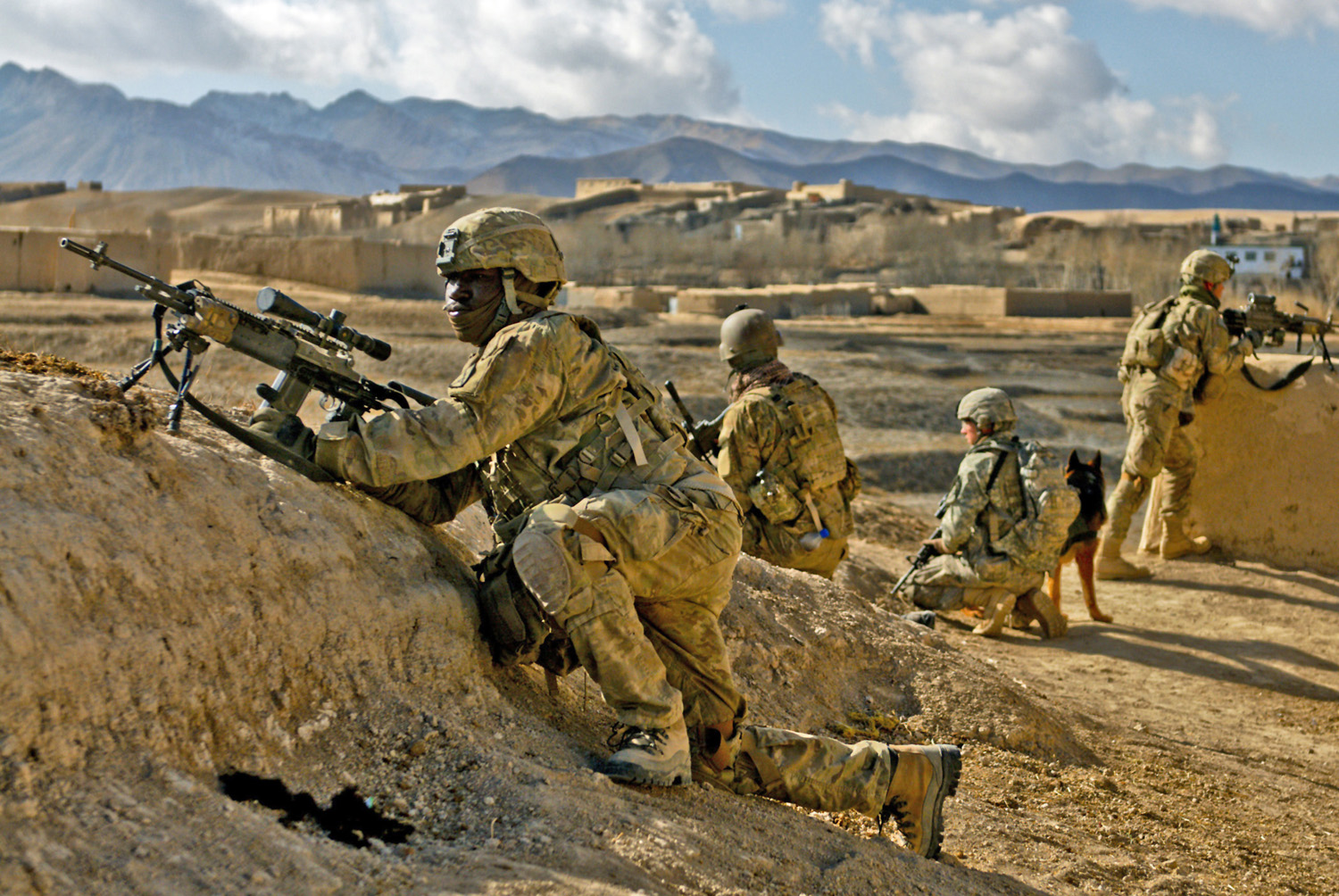
Военнослужащие 10-й горной дивизии США в провинции Логар, Афганистан (январь 2011)

Впервые представленный в 2002 году, MultiCam был разработан для использования в армии США в различных средах, временах года, возвышенностях и условиях освещенности. Семь цветов, шаблон MultiCam, был разработан Crye Precision совместно с Исследовательским центром солдатского снаряжения армии США. Шаблон был разработан для армии США, чтобы заменить камуфляжи m81, 3 cd и 6 cd, но в 2004 году проиграл UCP, который стал использоваться в комплекте снаряжения Army Combat Uniform. Тем не менее, он был переработан и вновь введен в эксплуатацию в армии США в 2010 году, заменив UCP для подразделений, участвующих в войне в Афганистане, под обозначением Operational Camouflage Pattern (OCP). Он уже используется некоторыми американскими подразделениями и гражданскими правоохранительными органами. MultiCam доступен для коммерческой продажи гражданскому населению. MultiCam также был переработан и принят вооруженными силами Великобритании, как Multi-Terrain Pattern (MTP), заменив их предыдущий камуфляж, DPM. MTP сохраняет цветовую палитру Multicam, но включает в себя формы, аналогичные рисунку DPM. После распространения Multicam в Афганистане, Австралия также приняла свою собственную версию, сочетая рисунок Multicam с цветовой палитрой предыдущей модели, DPCU/Auscam. 25 ноября 2013 года, Crye Precision представила семейство вариантов MultiCam. Варианты предназначены для засушливых, тропик, а также чёрный вариант для использования сотрудниками правоохранительных тактических групп, Multicam Arid, Multicam Tropic и Multicam Black соответственно.

## Расцветка
MultiCam состоит из фонового градиента от коричневого до светло-коричневого цвета, наложенного с  оверпринтом градиента темно-зелёного, оливкового и лаймового цветов и темно-коричневых и кремовых непрозрачных фигур, разбросанных по всему рисунку. Это позволяет общему виду рисунка изменяться от преимущественно зеленого до преимущественно коричневого в различных областях ткани, при этом более мелкие фигуры разбивают большие фоновые области. 
Нелицензионная копия оригинального рисунка слегка темнее или с розовым, или жёлтым тоном и напечатаны на разных тканях. Другой, нелицензионная копия, называемый Суэцкий узор, похожий на оригинал MultiCam, используется польским спецназом GROM, BOA и BOR.

### Австралия
19 ноября 2010 года после испытаний австралийскими сил специальных операций, австралийский силы обороны объявили, что Multicam будет стандартным для регулярной австралийской армии, находящейся в Афганистане. Multicam, говорится, при условии «… войска с более высоким уровнем сокрытия по всему спектру местностей в Афганистане — городской, пустыни и зелёного цвета.» Ранее, в зависимости от рельефа местности, австралийские войска должны были переходить между зелёным и пустынных цветных австралийских камуфляжей, камуфляжной униформе (DPCU или AUSCAM). 30 мая 2011 года защита Defence Material Organisation объявила о том, что они получили лицензию на производство MULTICAM в Австралии за $ 4,7 млн и Crye бы также разработать новый уникальный австралийский шаблон для $ 3,1 млн ещё США. Австралийская армия решила стандартизировать MultiCam-узорчатые формы, начиная с октября 2014 года под названием Uniform Australian Multicam Камуфляж (AMCU). AMCU производится на внутреннем рынке австралийской обороны одежды и Тихоокеанского торговых марок Workwear Group и поставляется в двух вариантах, и поле боя, используя проверенную австралийский Multi-камуфляж, который может работать в кустарнике, пустыни и джунгли условиях. Предыдущие Униформа Подрывные шаблон Камуфляж и австралийский MultiCam Pattern Оперативные Combat Униформа будет носить, пока весь персонал армии не было выдано с AMCU.

### Чили
Чилийская морская пехота, чилийский морской Специальный Отдел, и чилийские ВВС Коммандос приняли MULTICAM в 2009 году. Multicam является стандартным в обмундировании чилийской морской пехоты.

### Грузия
MultiCam используется с вооруженными силами Грузии в качестве стандартного камуфляжа для всех родов войск, а также специальных подразделений МВД. Камуфляж был принят где-то в 2010 году, заменив DWC и MARPAT и так как было произведено в слегка изменённом варианте, который лучше подходит к местным условиям.

### Польша
Модифицированная версия MultiCam была принята некоторыми подразделениями польского спецназа. Он назван Суэц (также известный как CamoGrom, но это неверно).

### Россия

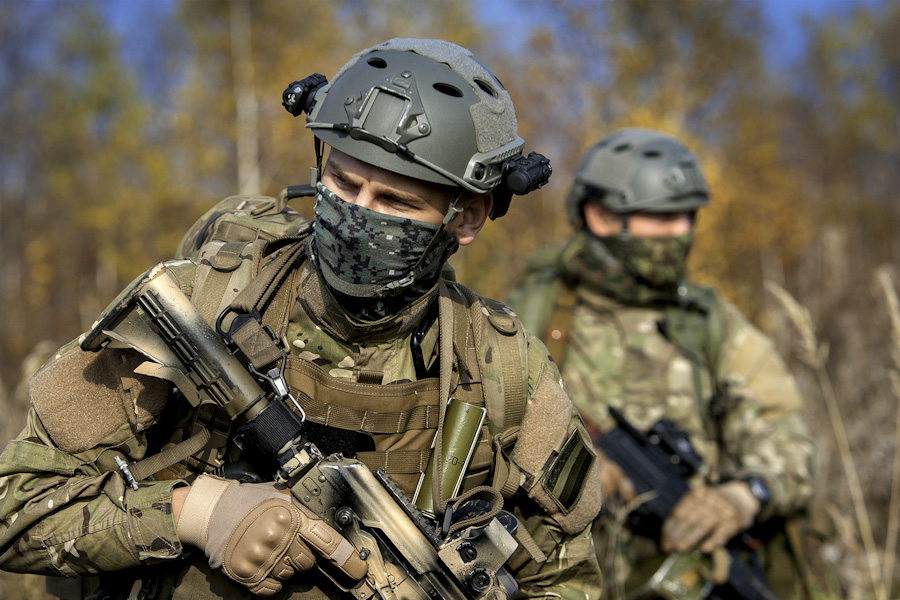
Бойцы Сил специальных операций ВС РФ, одетые в форму с расцветкой «Мультикам»

В России первые фотографии сотрудников спецназа в камуфляже MultiCam были замечены в 2008 году, но активно использоваться силовиками он стал начиная с 2011—2012 года. Первыми кто начал носить MultiCam повсеместно стало управление «А» ЦСН ФСБ, но позднее тенденция одеваться в данную расцветку была подхвачена другими спецподразделениями России. В связи с внутриполитической обстановкой в Северо-Кавказском регионе и особым ландшафтом горно-лесистой местности в осенний и весенний период, подразделениями ОМОН и СОБР Росгвардии успешно применяется камуфляж Multicam на служебно-боевых заданиях, в том числе в войсковых операциях, проводимых на территории региона, но официально гос. закупок не делалось.

### Великобритания
Расцветка MultiCam также присутствует и в британских войсках, используется UKSF в Афганистане. Британские войска, развернутые в Афганистане использовали Multi-Terrain Pattern с марта 2010 Цвета, используемые в технологии Crye в MultiCam были признаны лучшими, по самому широкому кругу сред (с большим отрывом) по сравнению с двумя существующими ДПМ (Подрывные Pattern Материал) конструкции используется в то время и впоследствии был выбран в качестве основы для нового MTP камуфляж, в сочетании с существующей британской Pattern основного рисунка.

### Армения
Отряд специальных боевых операций, силами специального назначения и в некоторых случаях, обычными военнослужащими.

## Страны-эксплуатанты
- Бойцы Сил специальных операций ВСУ в форме расцветки «Мультикам» во время учений США — в конкурсе на новый камуфляж для Армии США Мультикам проиграл универсальной камуфлированной расцветке UCP, однако продолжает использоваться некоторыми подразделениями Командования Специальных Операций США и Управления специальных операций ГУ СпН МО США.

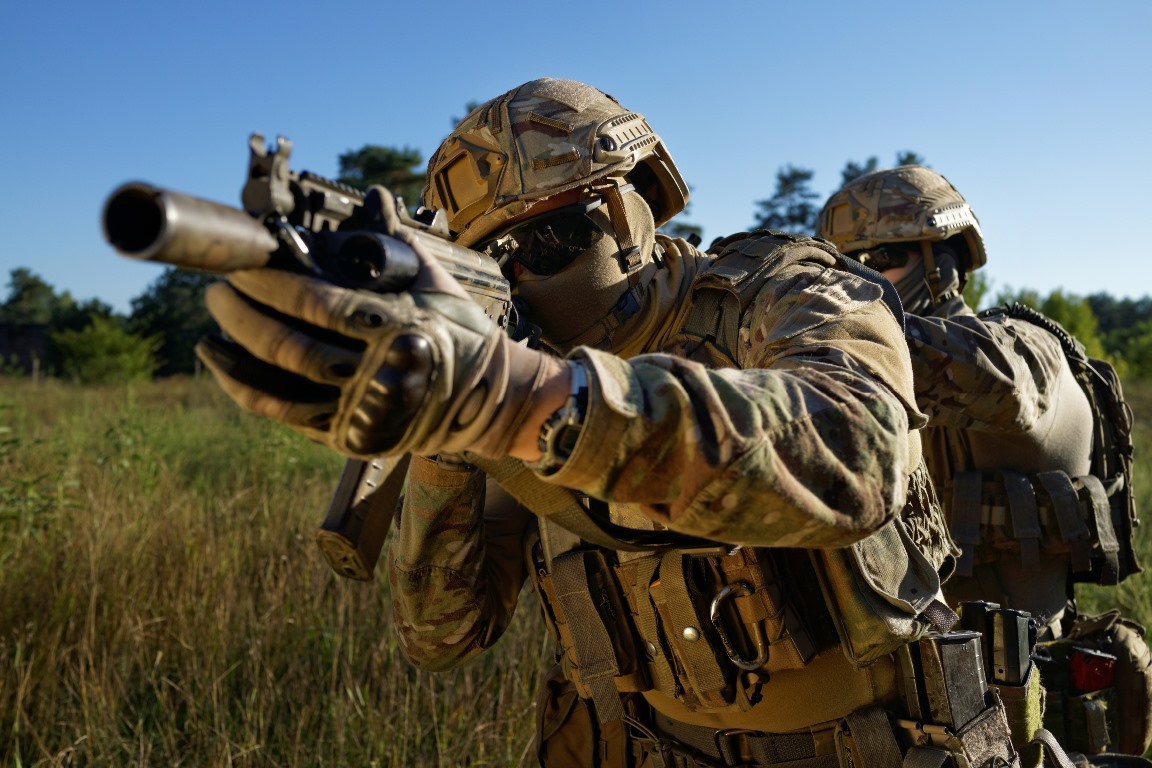
Бойцы Сил специальных операций ВСУ в форме расцветки «Мультикам» во время учений

- Россия — активно используется в спецподразделении ФСБ «Альфа», «Вымпел», региональных отрядах спецназначения ФСБ, а также МВД, Росгвардии и Минобороны.
- Украина — является одной из основных камуфляжных расцветок, используемых группой «A» ЦСО СБУ. Также пользуется популярностью у некоторых подразделений армейского спецназа.
- Армения — используется силами специального назначения, отряда специальных боевых операций[1][2]

Камуфляж находится в свободной продаже и разрешён к приобретению гражданским лицам.